# Luke Ryan
Luke Ryan (* 10. November 2004 in South Brisbane) ist ein australischer Beachvolleyballspieler. Er ist amtierender Meister seines Heimatlandes im Sand. (Stand: August 2025)

## Karriere
Nachdem er zunächst ein begeisterter Schwimmer war, nahmen der im Vorort von Brisbane aufgewachsene Athlet 2022 und der etwas jüngere Mitchell Croft an der Asienmeisterschaft der unter Neunzehnjährigen teil und wurden Siebzehnte. Nach einigen überschaubaren Resultaten mit weiteren Partnern entschieden sich Ryan und Joshua Howat zwei Jahre später zu einer Zusammenarbeit. Beste Ergebnisse der beiden waren die Finalteilnahme beim Event der heimischen Tournierserie in Coolangatta, der zweite Platz beim Futures in Qingdao und der geteilte fünfte Rang bei der Asienmeisterschaft der Erwachsenen.
Seit 2025 ist der in Queensland geborene Sportler mit Paul Burnett auf den Beachfeldern unterwegs. Beste Resultate waren in der ersten Jahreshälfte der Gewinn der australischen Meisterschaft und der Sieg bei den AVC Open in Nuvali. Beim Challenge der World Pro Tour in Xiamen überstanden die Australier die Gruppenphase und belegten so im Endklassement den geteilten siebzehnten Platz.